# Nicky Evans
 (mai 2018).
Nicky Evans, né le 20 avril 1979 à Bradford, West Yorkshire, est un acteur anglais.  
Il est principalement connu pour avoir joué les rôles de Shane Maguire et Roy Glover dans les séries télévisées Shameless et Emmerdale. Il a aussi joué dans diverses séries dramatiques telles que Burn it, Clocking Off et The Bill. 

## Biographie

### Carrière
En 2015, Nicky Evans a tenu le rôle de Dragon dans le thriller The Contract. Le film est sorti en janvier 2016.

## Filmographie
- 2001 : Bob & Rose (série télévisée) : ?
- 2004-2013 : Shameless (série télévisée) : Shane Maguire

### Au cinéma
- 2013 : Before Dawn (film) : Stephen
- 2015 : The Contract (film) : Dragon
- 2017 : Adult Babies (film) : ?